# Harry Kerr (Leichtathlet)
Harry Kerr, eigentlich Henry Edward Kerr (* 28. Januar 1879 in Taranaki; † 17. Mai 1951 ebenda) war ein neuseeländischer Geher.
Bei den Olympischen Spielen 1908 in London gewann er die Bronzemedaille im Gehen über 3500 Meter. Er qualifizierte sich auch für das Finale über zehn Meilen, trat aber wegen einer Fußverletzung nicht an.
1908, 1909 und 1911 wurde er australasiatischer Meister über eine Meile und drei Meilen.